# 李龍男
李 龍男（リ・リョンナム、朝鮮語: 리룡남、1960年8月8日 - ）は、朝鮮民主主義人民共和国の政治家。中国駐在大使、最高人民会議外交委員会委員、朝鮮労働党中央委員会委員。党中央委員会政治局員候補、内閣副総理、貿易相、朝鮮民主主義人民共和国サッカー協会会長などを歴任。
人民保安部長を務めた李明秀はおじ。また妻の父、全明洙は1977年から1983年まで駐在中国大使であった。

## 経歴
1960年に平壌直轄市で生まれた。北京外国語大学卒業。1994年に在シンガポール大使館経済担当書記官に任命された。2004年には朝鮮国際貿易促進委員会第1副委員長に就任した。貿易省補佐官、貿易副相を経て、2008年には貿易相に昇進している。2009年には最高人民会議第12期代議員に選出された。翌2010年7月には朝鮮民主主義人民共和国サッカー協会会長に、同年9月には朝鮮労働党中央委員会委員に選出された。2014年には新設された対外経済相に就任した。
2016年6月に開かれた、最高人民会議第13期第4回会議で内閣副総理に任命された。2017年4月に開かれた、最高人民会議第13期第5回会議で外交委員会委員に選出された。2018年7月にロシアで開催された、2018 FIFAワールドカップ閉会式に出席するために、ロシアを訪問した。同年8月にインドネシアで開催された、2018年アジア競技大会開会式に出席し、韓国の李洛淵総理と観覧し、インドネシアのジョコ・ウィドド大統領と会談した。同年9月18日には、金正恩委員長と会談するため訪朝した韓国の文在寅大統領に随行した、具光謨LGグループ会長、李在鎔サムスン電子副会長ら財閥トップと会談した。2019年4月10日に開催された党中央委員会第7期第4回総会で党中央委員会政治局員候補に補選された。同年6月には、ナイジェリアで行われる行事に参加するため訪問し、ムハンマド・ブハリ同国大統領、フェリックス・チセケディコンゴ民主共和国大統領、ハーゲ・ガインゴブナミビア大統領、イドリス・デビチャド大統領と会談した。同年9月にロシアウラジオストクで開かれた、東方経済フォーラムに出席し、朝韓露で経済協力会議を行うはずだったが、参加をボイコットした。2021年2月、池在龍中国駐在大使の後任として、中国駐在大使となる。

## 参考サイト
- 북한정보포털

| 先代池在龍 | 在中国朝鮮民主主義人民共和国大使2021年 - | 次代現職 |

| 先代新設 | 対外経済相2014年 - 2016年 | 次代金英才 |

| 先代林景万 | 貿易相2008年 - 2014年 | 次代廃止 |